# Mühlanger
Mühlanger è una frazione della città tedesca di Zahna-Elster.